# 小河县 (阿肯色州)
小河县（英語：Little River County）是位于美国阿肯色州西南部的一个县，面积1,463平方公里。根據2020年美國人口普查，本縣共有人口12,026人。本縣縣治為阿什当。

## 歷史

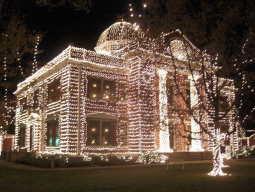
位于县治阿什当的利特尔里弗县法院

小河县于1867年3月5日自塞維爾縣成立，是阿肯色州第59個成立的縣。
本縣的县名源自流经该县小河（Little River）。本縣亦是一個禁酒的縣。

## 地理

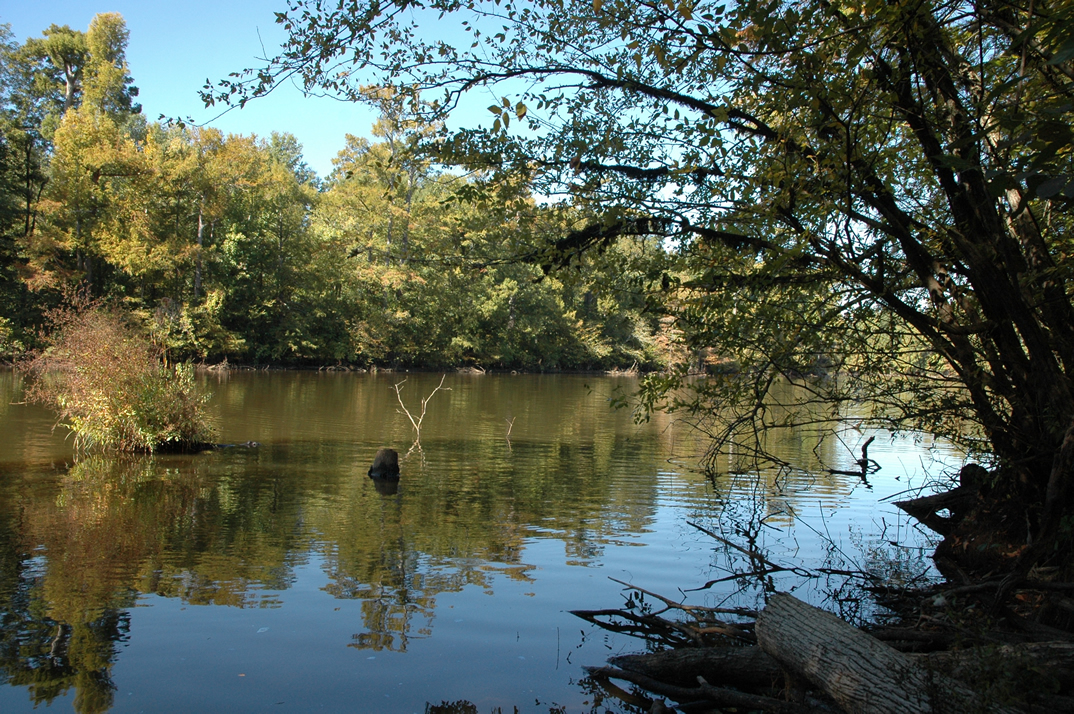
利特尔河

根據2000年人口普查，利特尔里弗县的總面積為564.87平方英里（1,463.0平方），其中有531.73平方英里（1,377.2平方），即94.13%為陸地；33.14平方英里（85.8平方），即5.87%為水域。
本縣與毗鄰縣米勒縣是阿肯色州僅有的兩個完全以河流作為州中邊界的縣份。本縣的州中邊界是以利特尔河、米爾伍德湖（Millwood Lake）和红河組成的。

### 主要公路
- 49号州际公路
- 59号美国国道
- 71号美国国道
- 32號阿肯色州州道（英语：Arkansas Highway 32）
- 41號阿肯色州州道（英语：Arkansas Highway 41）
- 108號阿肯色州州道（英语：Arkansas Highway 108）

### 毗鄰縣
- 阿肯色州 塞維爾縣：北方
- 阿肯色州 霍華德縣：東北方
- 阿肯色州 亨普斯特德縣：東方
- 阿肯色州 米勒縣：東南方
- 德克萨斯州 鮑伊縣：南方
- 奧克拉荷馬州 麥柯廷縣：西方

## 人口
| 调查年                                | 人口   | 备注 | %±     |
| ------------------------------------- | ------ | ---- | ------ |
| 1870                                  | 3,236  |      | —      |
| 1880                                  | 6,404  |      | 97.9%  |
| 1890                                  | 8,903  |      | 39.0%  |
| 1900                                  | 13,731 |      | 54.2%  |
| 1910                                  | 13,597 |      | −1.0%  |
| 1920                                  | 16,301 |      | 19.9%  |
| 1930                                  | 15,515 |      | −4.8%  |
| 1940                                  | 15,932 |      | 2.7%   |
| 1950                                  | 11,690 |      | −26.6% |
| 1960                                  | 9,211  |      | −21.2% |
| 1970                                  | 11,194 |      | 21.5%  |
| 1980                                  | 13,952 |      | 24.6%  |
| 1990                                  | 13,966 |      | 0.1%   |
| 2000                                  | 13,628 |      | −2.4%  |
| 2010                                  | 13,171 |      | −3.4%  |
| 2012年估计                            | 12,919 |      | −1.9%  |
| 美國十年一度的人口普查 2012年人口估計 |        |      |        |

利特尔里弗县人口金字塔

根據2000年人口普查，利特尔里弗县擁有13,628居民、5,465住戶和3,912家庭。其人口密度為每平方英里26居民（每平方公里10居民）。本縣擁有6,435間房屋单位，其密度為每平方英里12間（每平方公里5間）。而人口是由74.52%白人、21.27%非裔、1.45%原住民、0.20%亞裔、0.03%太平洋岛民、0.86%其他種族和1.67%混血构成。而西裔或拉美裔佔了人口1.72%。
在5,465住户中，有31.4%擁有一個或以上的兒童（18歲以下）、55.6%為夫妻、12.3%為單親家庭、28.4%為非家庭、26.3%為獨居、12%住戶有同居長者。平均每戶有2.46人，而平均每個家庭則有2.95人。在13,628居民中，有25.2%為18歲以下、8.4%為18至24歲、25.7%為25至44歲、25.6%為45至64歲以及15.1%為65歲以上。人口的年齡中位數為38歲，女子對男子的性別比為100：94.7。成年人的性別比則為100：90.3。
本縣的住戶收入中位數為$29,417，而家庭收入中位數則為$36,207。男性的收入中位數為$32,489，而女性的收入中位數則為$18,435，人均收入為$15,899。約11.9%家庭和15.4%人口在貧窮線以下，包括18.8%兒童（18歲以下）及17.8%長者（65歲以上）。

## 著名人物
- 傑夫·戴維斯（Jeff Davis，1862年—1913年）：隸屬民主黨；1901年至1907年為第20任阿肯色州州長；1907年至1913年為代表阿肯色州的聯邦參議員。[17]
- 馬里昂·H·克蘭（英语：Marion H. Crank）（1915年—1994年）：1963年至1964年為阿肯色州众议院議長；1968年為民主黨州長提名人；葬於聖十字公墓。[18]